# Elevator Game
Elevator Game és una pel·lícula de terror estatunidenca de 2023 dirigida per Rebekah McKendry i protagonitzada per Gino Anania, Megan Best, Alec Carlos, Nazariy Demkowicz, Samantha Halas, Madison MacIsaac, Verity Marks i Liam Stewart-Kanigan. La plataforma Shudder va estrenar la pel·lícula el 15 de setembre de 2023. Basada en el fenomen d'Internet homònim, la pel·lícula se centra en una història sobre un ritual misteriós que pot portar l'intèrpret a una altra dimensió fosca. S'ha subtitulat al català.